# مخيلة
المخيلة هي القدرة الفطرية في العقل البشري لخلق أفكار أو صور عن عوالم من أشخاص غير واقعية كليا أو جزئيا، وذلك بدء من عناصر يستمدها العقل من إدراكاته الحسية للعالم الخارجي لا مشترك بين الناس.

## علم النفس
يستخدم هذا المصطلح بشكل أساسي في علم النفس لوصف عملية إعادة استخدام مختلف لإدراكات حسية عقلية لعناصر تم التقاطها سابقا عن طريق الحواس. لكن هذا التعريف النفسي يتناقض مع التعريف الأساسي للخيال في اللغة البشرية والتي تعطي انطباعا بأن الخيال هو عالم مستقل غير مرتبط بالعالم الحقيقي يرتبط بما يشبه عالم الأحلام أو ما يحدث في العوالم الأدبية للقصص.
لذا بدأ علماء النفس يتحدثون عن الخيال التصوري والذي ينجم عن عملية إعادة إنتاج وليست عملية إبداعية أو إنشائية فالصورة ليست جديدة كليا. يرى المتصور صور الخيال عن طريق ما يسمى بالعين العقلية.
إحدى فرضيات تطور الخيال البشري هي أنه يسمح للوعي بحل مسائل ومشاكل وبالتالي يزيد من تلائم المرء عن طريق المحاكاة العقلية.